# Skallerup Seaside Resort
Skallerup Seaside Resort A/S er et dansk feriecenter ved Lønstrup. De driver et feriecenter med 292 ferieboliger (1.770 sengepladser) med tilhørende badeland og legeland. Skallerups aktivitetscenter byder på bowling, wellness, badminton, squash, bordtennis, fitnesscenter, ridning, biograf og sportshal. Skallerup har supermarked, restaurant og café.
Historien begyndte i 1948 i Skallerup Klit, hvor en tidligere flygtningelejr blev omdannet til en ferieby. Feriebyen Skallerup Klit blev officielt indviet 15. maj 1949. Siden 1999 er virksomheden ejet af Skallerup - Fondet. I 2023 var der ca. 200 sæsonansatte, hvilket svarede til ca. 100 fuldtidsstillinger.